# 波穆瓦
波穆瓦（法語：Pomoy，法語發音：[pɔmwa]）是法国上索恩省的一个市镇，属于吕尔区。

## 地理
波穆瓦（47°39'45"N, 6°21'13"E）面积7.51 平方千米，位于法国勃艮第-弗朗什-孔泰大區上索恩省，该省份为法国东部内陆省份，北起顺时针与孚日省、贝尔福地区省、杜省、汝拉省、科多尔省和上马恩省接壤。
与波穆瓦接壤的市镇（或旧市镇、城区）包括：拉克勒兹、热讷夫勒耶、列旺、莫朗。

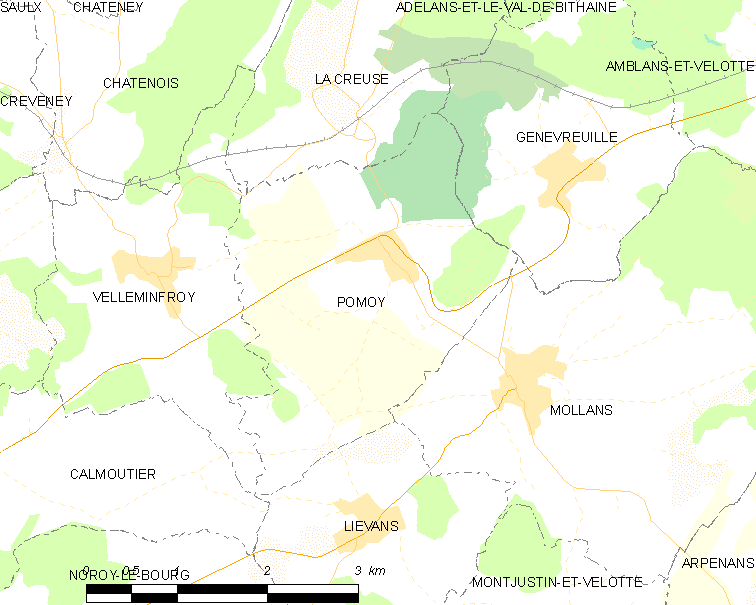
波穆瓦的OSM定位图

波穆瓦的时区为UTC+01:00、UTC+02:00（夏令时）。

## 行政
波穆瓦的邮政编码为70240，INSEE市镇编码为70416。

## 政治
波穆瓦所属的省级选区为吕尔第二县。

## 人口

1962-2008年间波穆瓦人口变化图示

波穆瓦于2022年1月1日时的人口数量为198人。